# Alexanderkirche (Marbach am Neckar)

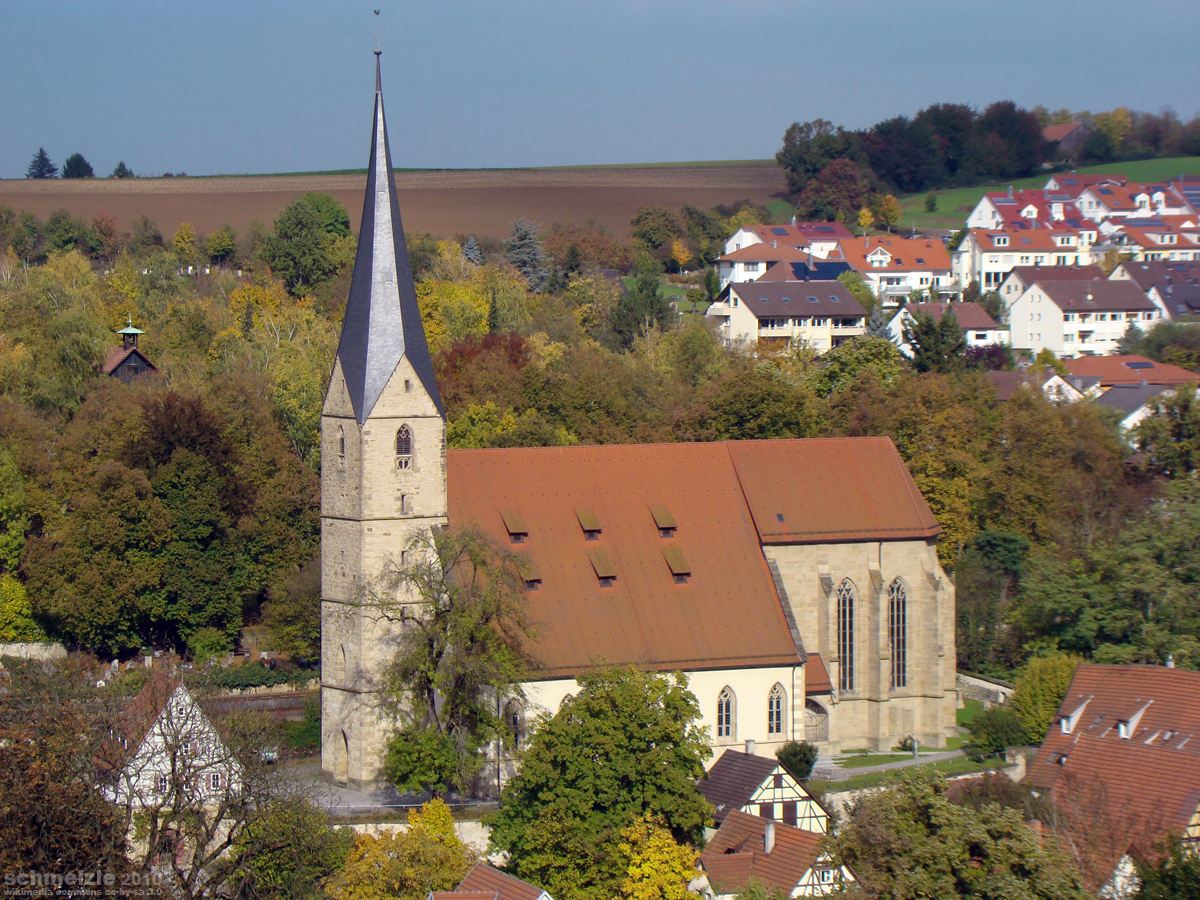
Die Alexanderkirche in Marbach am Neckar

Die evangelische Alexanderkirche ist ein historisches Kirchenbauwerk in Marbach am Neckar. Die Kirche, die in ihrer heutigen Form in drei Bauabschnitten in der zweiten Hälfte des 15. Jahrhunderts entstand, markiert den ältesten Siedlungskern von Marbach. Zu den herausragenden Ausstattungselementen der Kirche zählen die spätgotischen Netzgewölbe mit ihren farbig gefassten Konsolplastiken sowie die historische Voit-Orgel von 1868. Bemerkenswert ist eine antike römische Inschrift auf einem eingemauerten Stein an der Südseite der Kirche.

## Geschichte

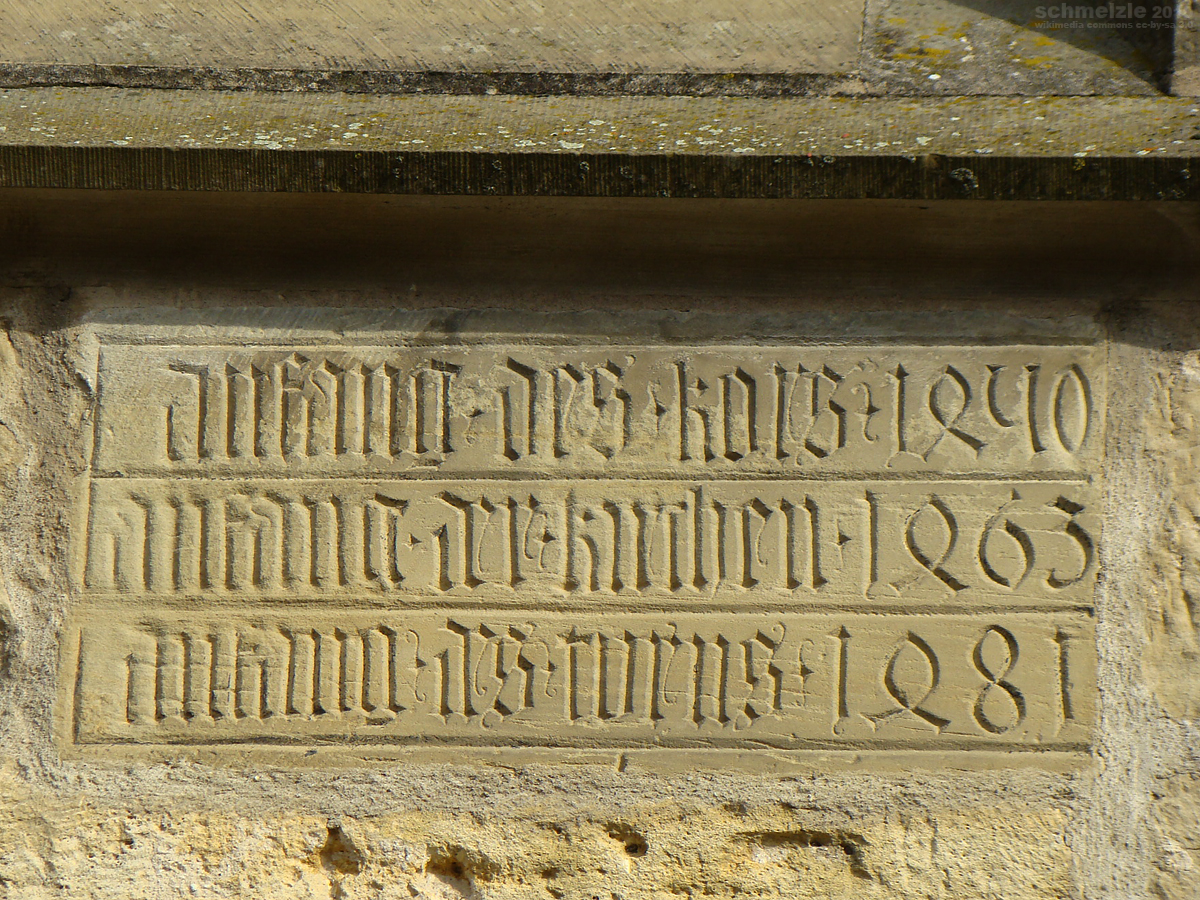
Eine Inschrift an der Westwand des Turms datiert den Beginn der Bauabschnitte

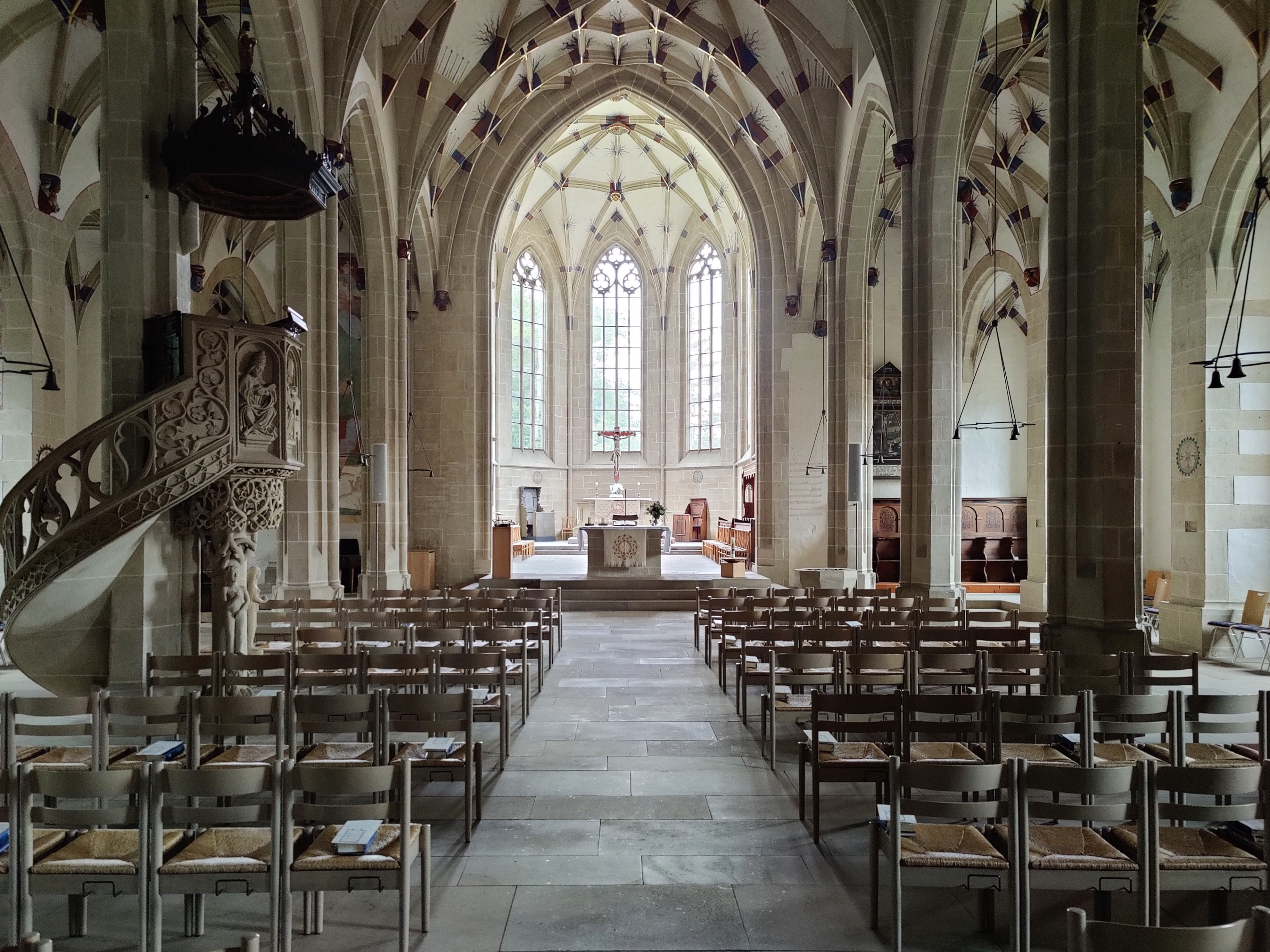
Blick durch das Langhaus zum Chor

Der Ort der Alexanderkirche markiert den ältesten Siedlungskern von Marbach am Neckar (Alt-Marbach). Bereits in karolingischer Zeit wurde dort eine erste Urkirche errichtet, die im 12. Jahrhundert zu einer Basilika im Stil der Romanik erweitert wurde und im 15. Jahrhundert ihre heutige spätgotische Gestalt erhielt. Die Kirche ist die einzige Kirche in Württemberg, die dem Hl. Alexander geweiht ist. Dieses Patrozinium erklärt sich wahrscheinlich über das Kloster Klingenmünster, das seit der Zeit Karls des Großen über Alexander-Reliquien verfügte und Besitz in Marbach hatte, der im 13. Jahrhundert an die Grafen von Grüningen verlehnt war. Nachdem Hartmann III. von Grüningen 1280 ohne männlichen Erben gestorben war, vergab der Abt von Klingenmünster das Marbacher Lehen an Graf Walram I. von Zweibrücken.

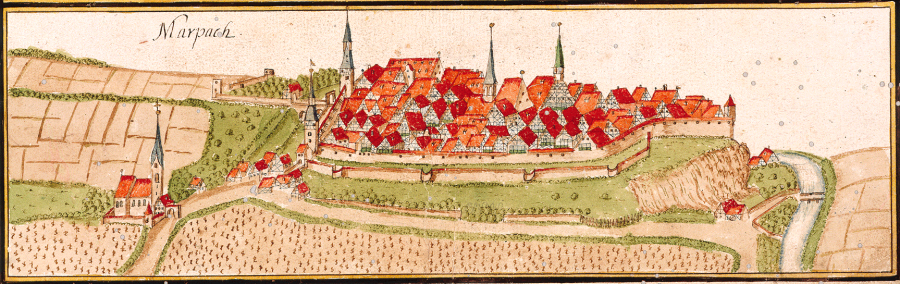
Ansicht von Marbach aus dem 17. Jahrhundert mit der befestigten Alexanderkirche (links unten)

Die Kirche liegt außerhalb der Stadtmauern von Marbach, da der heutige Altstadtbereich auf einer Anhöhe südwestlich der älteren Siedlung um die Alexanderkirche erst im späten 12. Jahrhundert entstand. Während die Siedlung um die Pfarrkirche unterging, hielt man an der Kirche fest und hat diese ebenfalls mit schützenden Mauern und Türmen umgeben und so zu einer Wehrkirche umgewandelt. Die Größe der Alexanderkirche liegt vermutlich im Repräsentationsbedürfnis der Grafen von Württemberg begründet, die zur Zeit des Baubeginns 1450 Marbach zur Residenzstadt ausbauen wollten. In der Stadt entstand im 15. Jahrhundert eine Marienkapelle, die nach der Reformation zur Stadtkirche wurde. Die alte Alexanderkirche, 1534 ihrer Bildwerke und Altäre beraubt, blieb daraufhin lange Zeit unbenutzt und dient erst seit einer Renovierung von 1926/28 wieder für Gottesdienste.
Erbaut wurde die heutige Alexanderkirche gemäß einem Inschriftenstein an der westlichen Turmwand in drei Bauabschnitten: der Chor wurde 1450 begonnen, das Langhaus 1463, der Turm 1481. Im Chor und in der daran angebauten Sakristei befinden sich Baumeisterzeichen von Aberlin Jörg, der den Bau daher begonnen haben dürfte. In der Südwestecke des Langhauses befindet sich eine Datierung von 1453, so dass Aberlin Jörg vermutlich auch noch das Langhaus begonnen hat, bevor der Bau wegen der Änderung der Besitzverhältnisse in Marbach wohl ruhte. Die durch die Turminschrift belegte Wiederaufnahme des Langhausbaus 1463 fällt mit dem Übergang der Stadt an die Kurpfalz zusammen, so dass die restlichen im Langhaus zu findenden Steinmetzzeichen wohl von rheinpfälzischen Baumeistern stammen, die den Bau vollendeten. Namentlich genannt wird der Baumeister Caspar Lechler.
Nördlich an die Alexanderkirche schließt sich der Friedhof an. Die Kirche hat den Stadtbrand von 1693 sowie den Zweiten Weltkrieg ohne größere Schäden überdauert. 1879 wurde die Bahnstrecke Backnang–Ludwigsburg direkt an der Kirche vorbei erbaut. Dem Bau der Bahnlinie, die den Friedhof durchquert, fielen die nördliche Umfassungsmauer der Kirche sowie zwei zugehörige Türme der Wehranlage zum Opfer.

## Beschreibung

### Chor

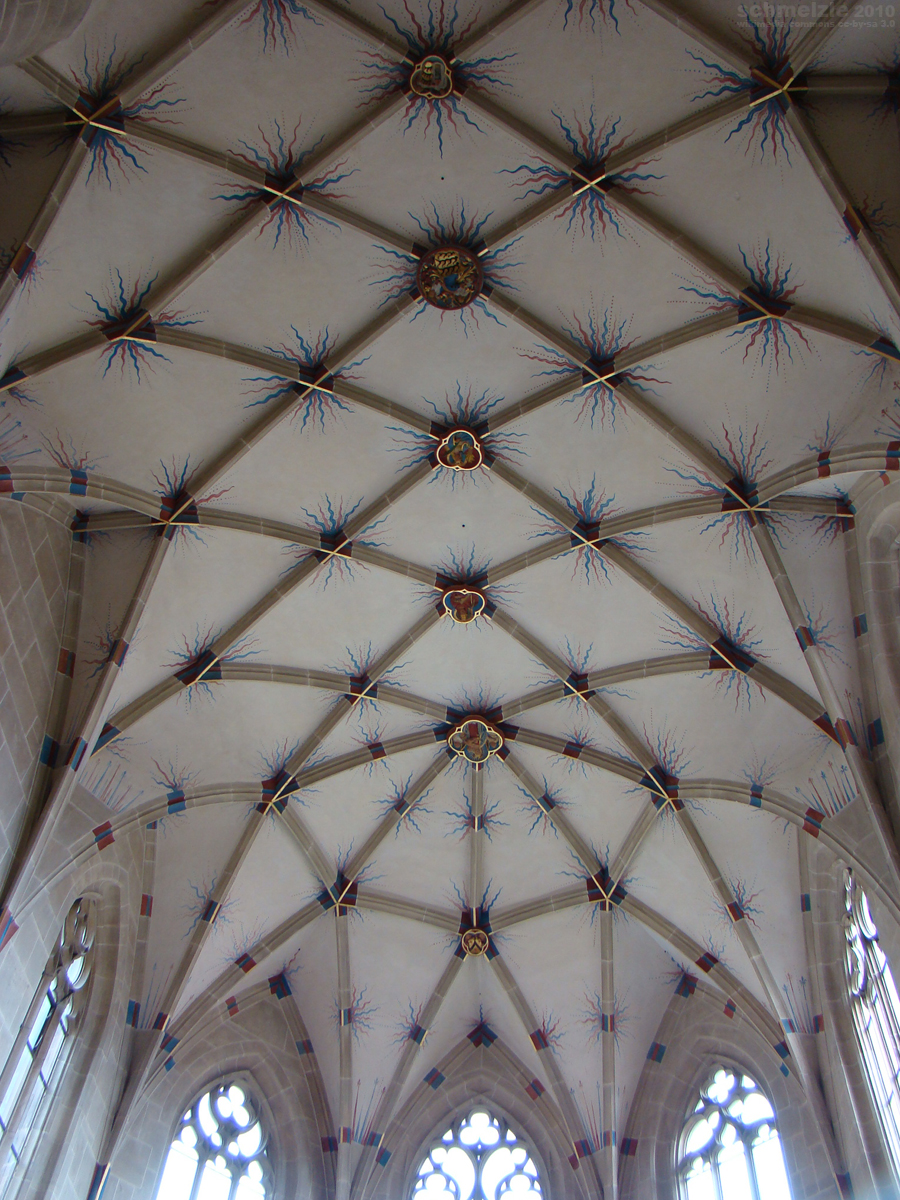
Chorgewölbe

Die Wände des nach Osten ausgerichteten Chors sind durch Strebepfeiler und spätgotische Maßwerkfenster gegliedert. Der Chor wird von einem weitmaschigen Netzgewölbe überspannt, dessen sechs Schlusssteine das Sparrenwappen Aberlin Jörgs, Maria mit dem Jesuskind, den Kirchenpatron Alexander, eine Märtyrerin mit Krone, Palme und Ähren, das Wappen der Grafen von Württemberg sowie das Marbacher Stadtwappen zeigen. In der Nordwand des Chors führt eine kunstvoll beschlagene Türe in die ebenfalls mit Maßwerkfenstern versehene Sakristei, außerdem ist am Triumphbogen ein Treppenturm eingebaut, der zum Dachboden über der Sakristei führt. In der Südwand des Chors befindet sich eine schmuckvoll bemalte Nische, eventuell der Überrest eines Heiligen Grabes. Außen an der Südwand befindet sich eine weitere Nische, die einst eine Ölberggruppe enthielt.
An der Chor-Nordwand erinnert ein Wandgemälde an die in der Schlacht bei Wüstenhausen 1460 auf württembergischer Seite gefallenen Ritter Kaspar Speth und Konrad von Hohenrieth, die mit ihren Wappenschilden vor Maria kniend dargestellt waren, bevor das Bild in der Zeit der Reformation übermalt wurde, so dass die Ritter nun vor dem Gekreuzigten knien. Neben dem Bild war ein in der Schlacht erbeuteter „Kappenzipfel“ aufgehängt, wovon noch ein Haken und das Spruchband neben dem Fresko künden. Außerdem werden im Chor neben weiteren Grabdenkmalen das Totenschild und das Grabmal des Marbacher Vogts Dieter von Angelach († 1464) gezeigt.

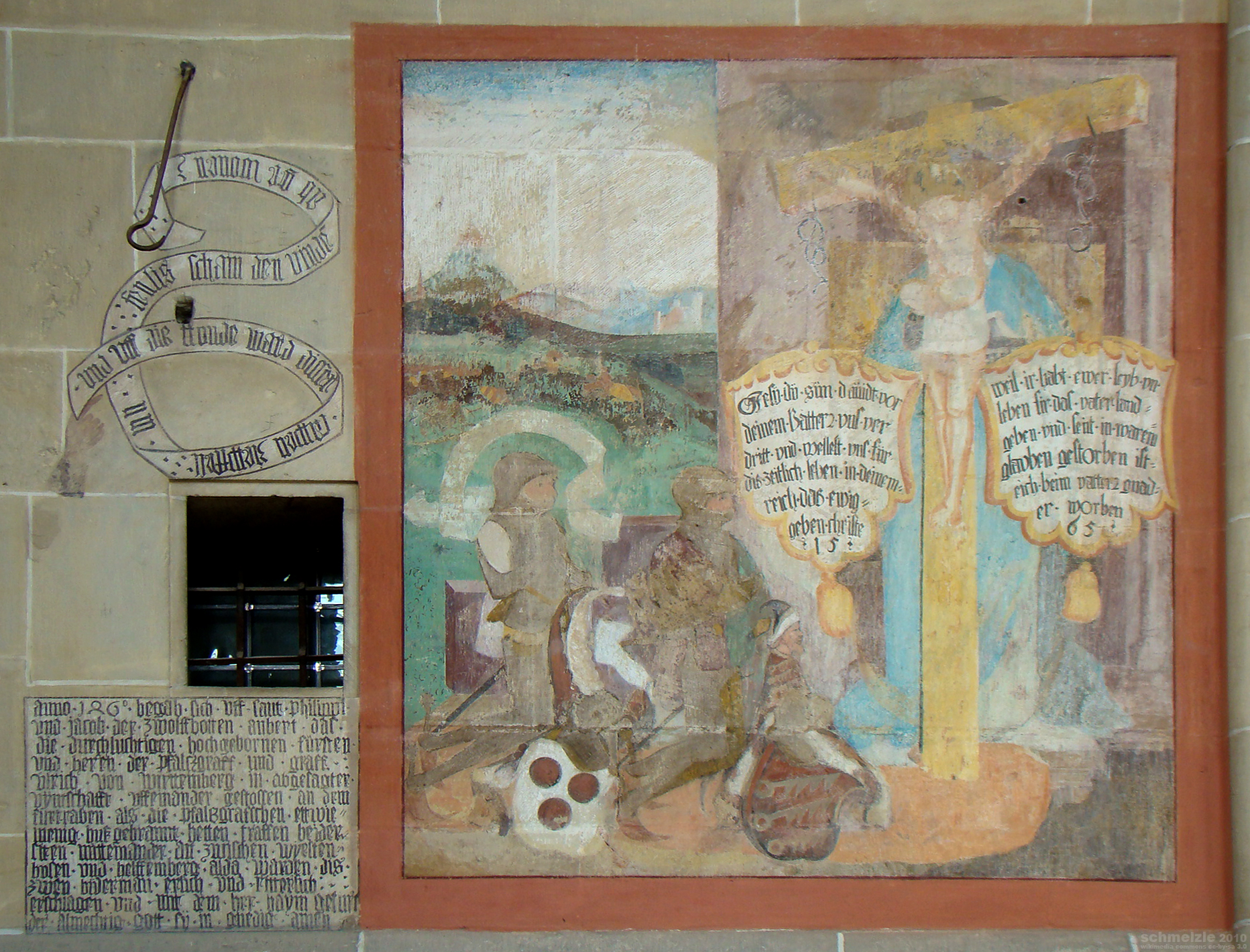
Fresko für die 1460 gefallenen württembergischen Ritter
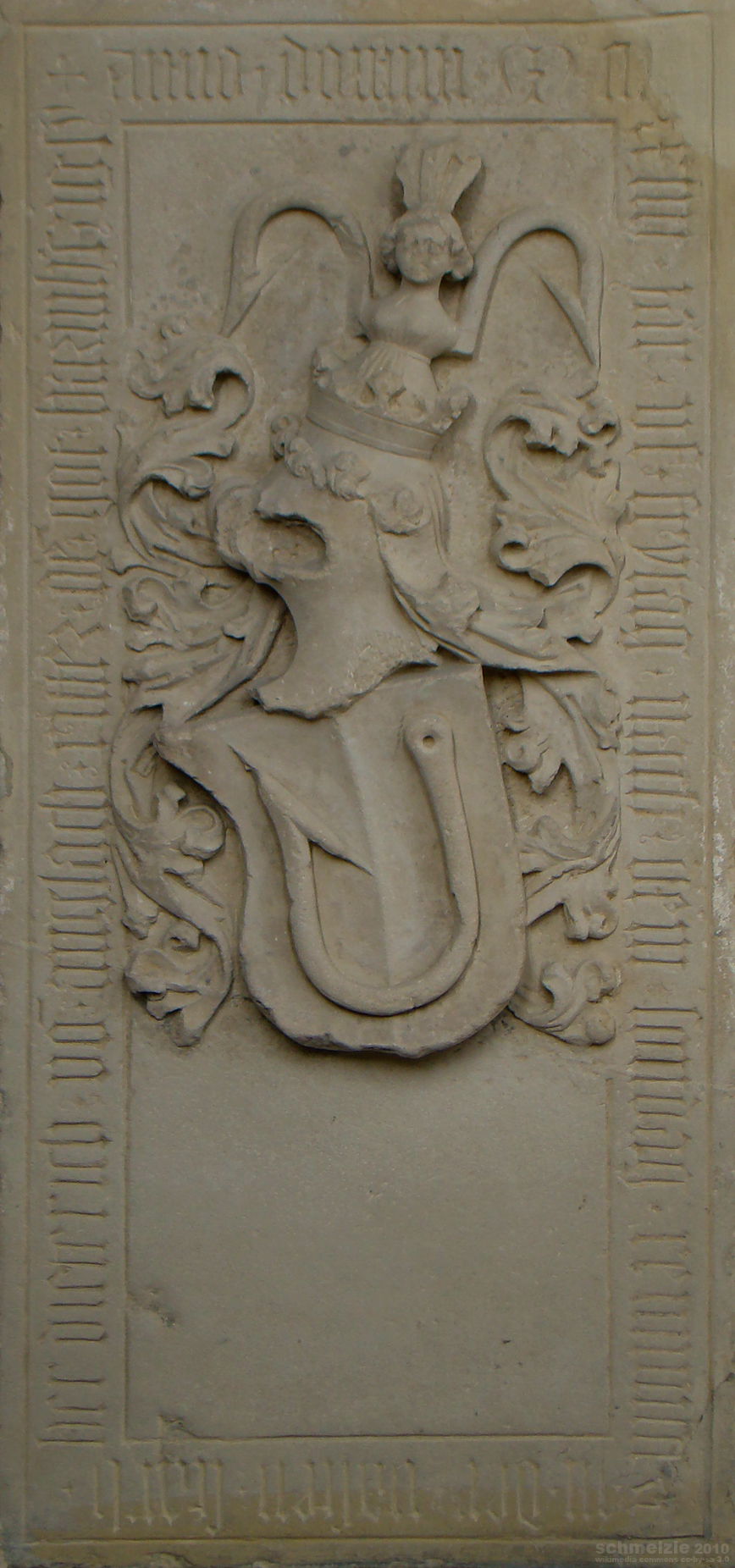
Grabmal des Vogts Dieter von Angelach
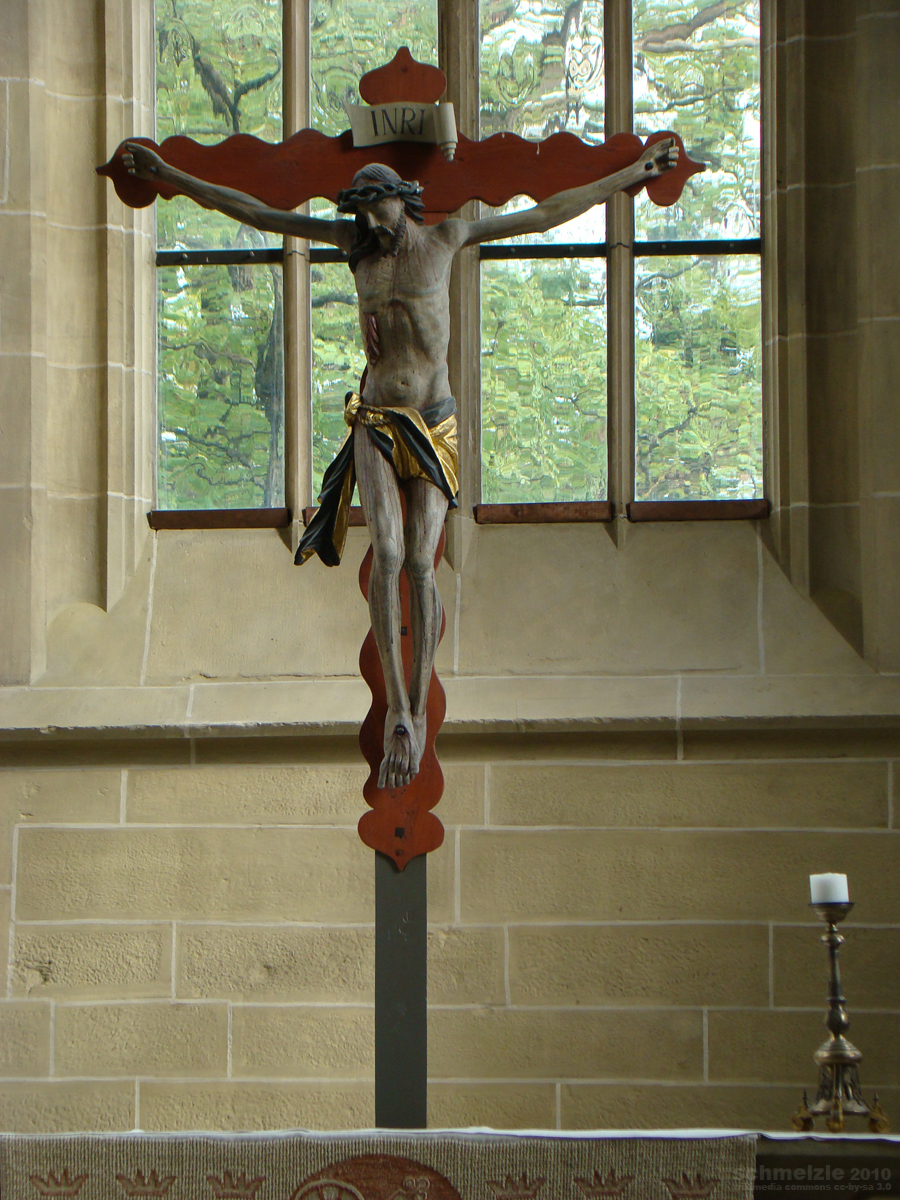
Kruzifix des Choraltars

### Langhaus

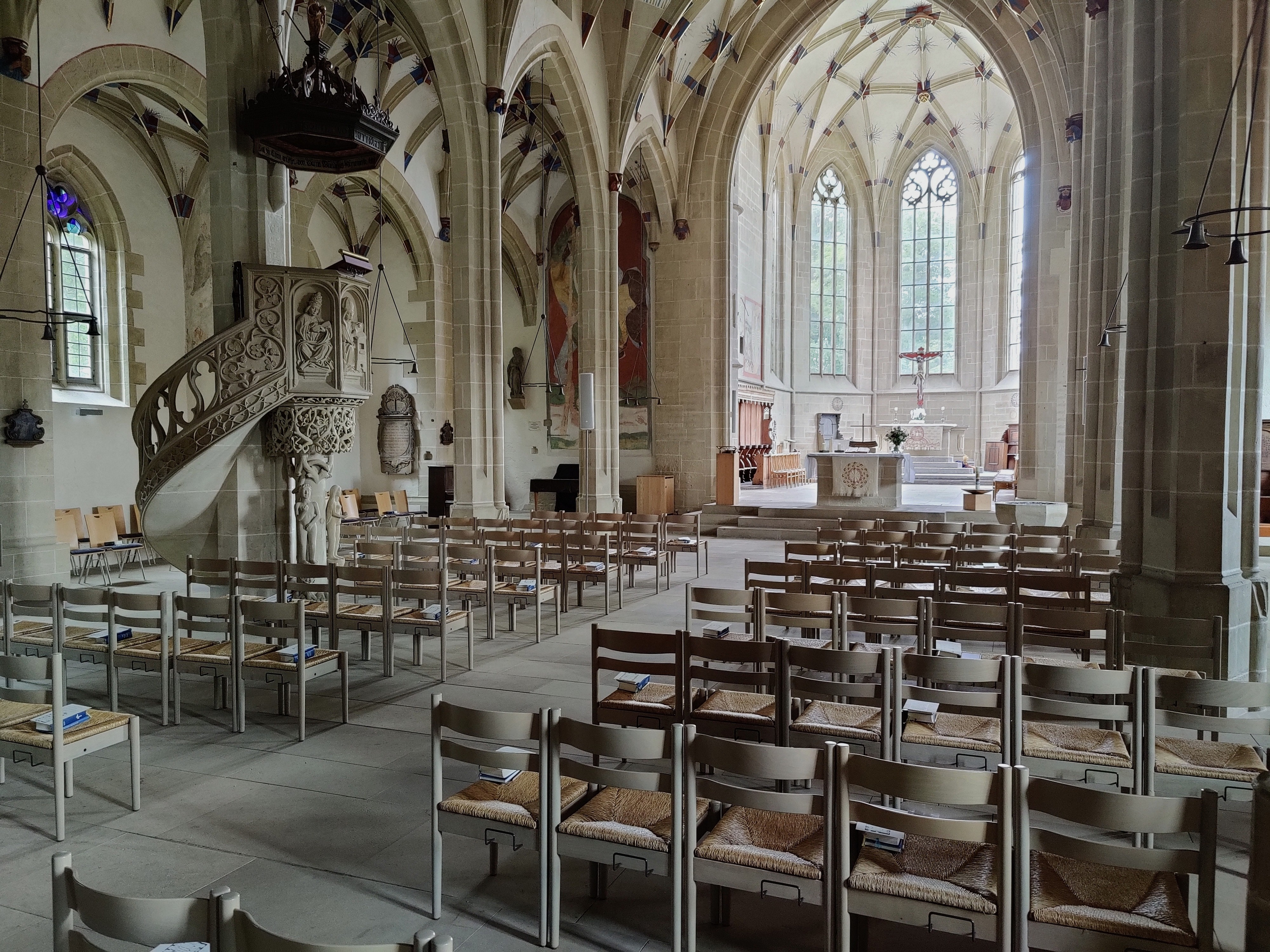
Mittelschiff, nördliches Seitenschiff, Kapellenzeile

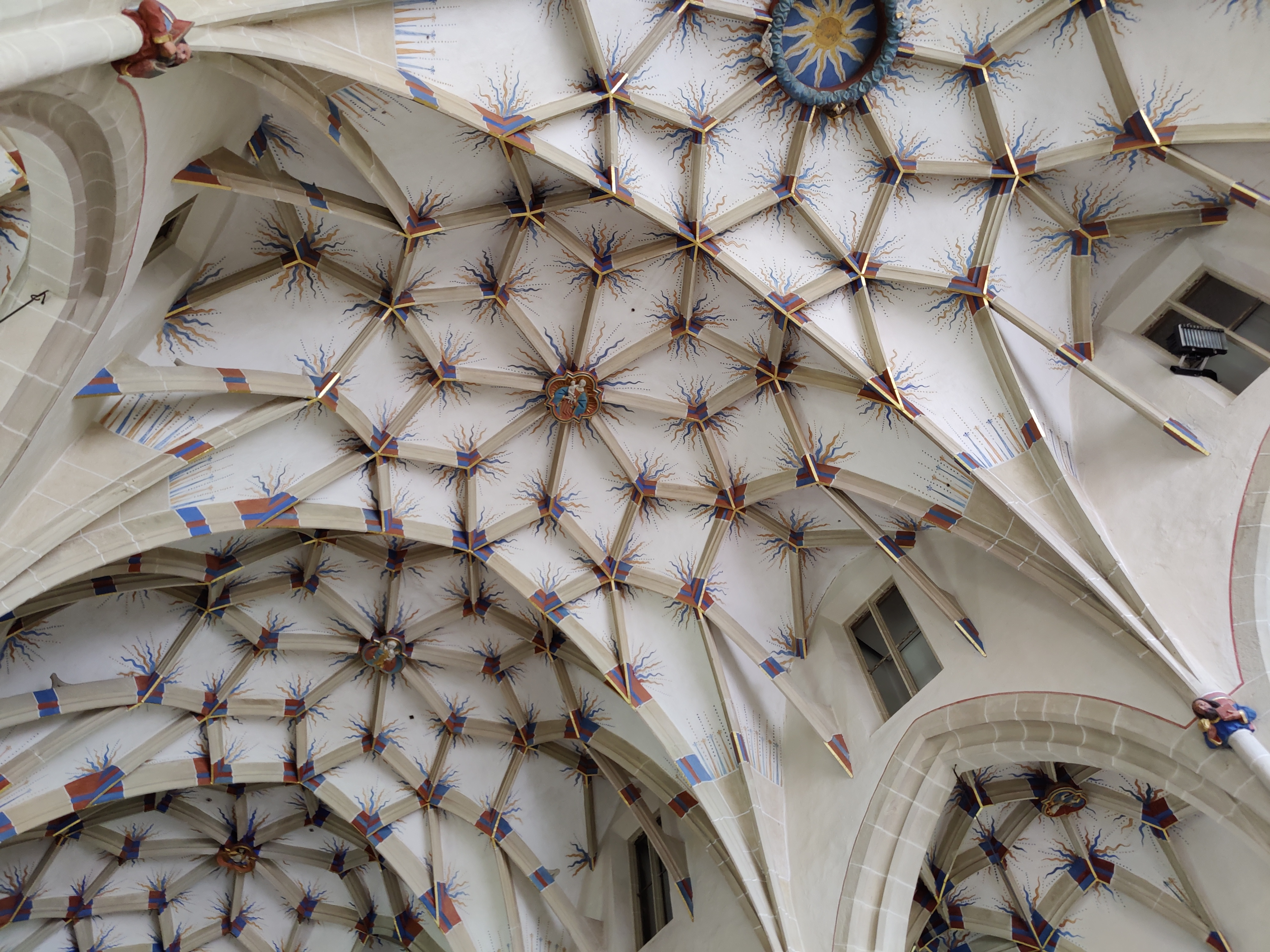
Mittelschiff: Netzgewölbe mit Gurtbögen, Obergaden ohne Tageslicht

Lichtlose Obergaden des Mittelschiffs machen diese dreischiffige Kirche zu einer Pseudobasilika, aber die Gurtbögen der Mittelschiffsgewölbes beginnen im Höhenbereich der Seitenschiffsgewölbe, so dass sie auch als Staffelhalle zu bezeichnen ist. Beide Seitenschiffe sind von Kapellenzeilen begleitet.
Wie der Chor sind auch das Mittelschiff und die Seitenschiffe jeweils von einem Netzgewölbe überspannt. Im zweiten Joch des Mittelschiffs ist anstelle eines Schlusssteins ein hölzerner Wolkenkranz eingearbeitet, der eine gemalte Sonne umschließt. Die weiteren Schlusssteine zeigen Maria mit dem Jesuskind, Anna selbdritt, den auferstandenen Christus mit Wundmalen sowie den Hl. Wolfgang. In den Seitenschiffen zeigen die Schlusssteine den Hl. Urban, die Hl. drei Könige sowie die fünf Märtyrer Sebastian, Veit, Katharina, Barbara und Leonhard.
Die Gewölberippen sind auf insgesamt 27 farbig gefasste Konsolskulpturen aufgestützt. Die Konsolskulptur über der Kanzel zeigt Christus mit der Weltkugel, die übrigen Konsolen zeigen Apostel, Evangelisten, Engel, Erzengel, Erzväter und Propheten, außerdem Mose und Elia. Die Konsolfiguren waren ursprünglich durch Spruchbänder kenntlich gemacht, die jedoch nur noch fragmentarisch erhalten sind, so dass nur noch diejenigen Figuren mit eindeutig zuordenbaren Attributen identifiziert werden können.
Die Orgelempore im Westen des Langhauses zeigt an ihren Konsolen sowie der darüberliegenden Westwand farbig gefasste Fratzen- und Dämonenköpfe, die Sorge, Aberglaube, Rachgier, Streitsucht, Gram und Neid verkörpern.
Die Außenwände des Langhauses sind nur etwa halb so hoch wie die des Chors, so dass das Dach über dem Langhaus tief heruntergezogen erscheint. Im nördlichen Seitenschiff befindet sich an der Ostwand ein großes Fresko, das Christophorus zeigt. In der Ecke rechts davon wurden einige historische Heiligenfiguren aufgestellt. Im Langhaus befinden sich wie auch im Chor weitere historische Grabmale sowie Überreste des Chorgestühls aus dem 15. Jahrhundert.

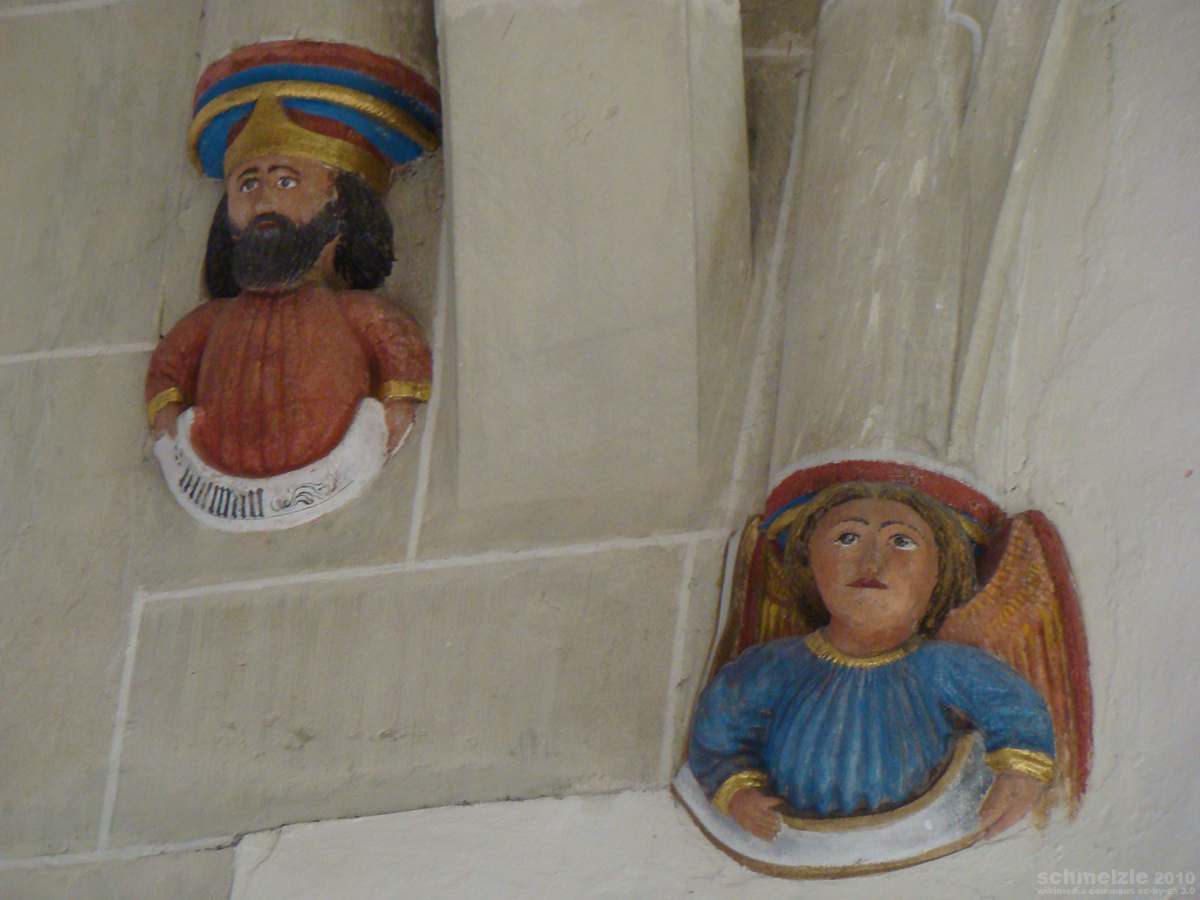
Konsolfiguren
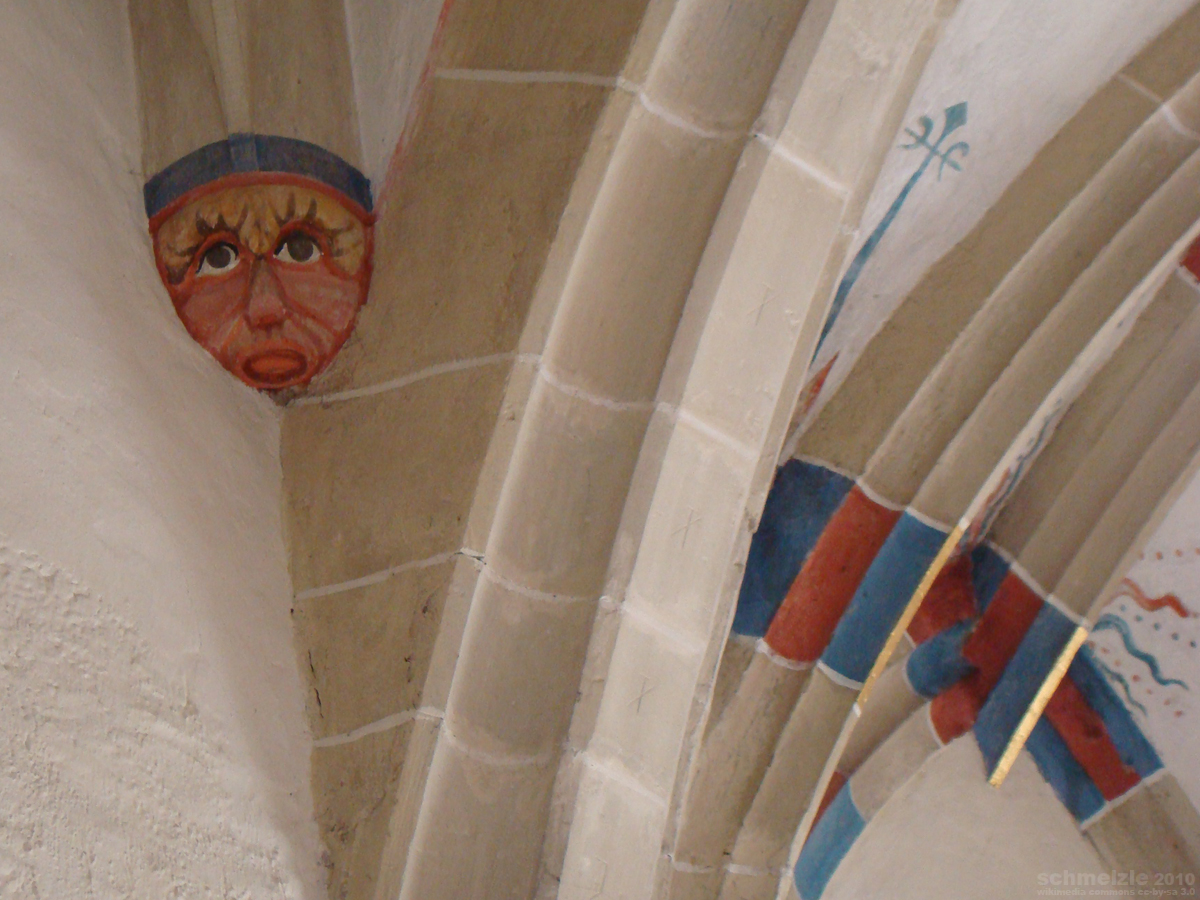
Blattmaske farbig
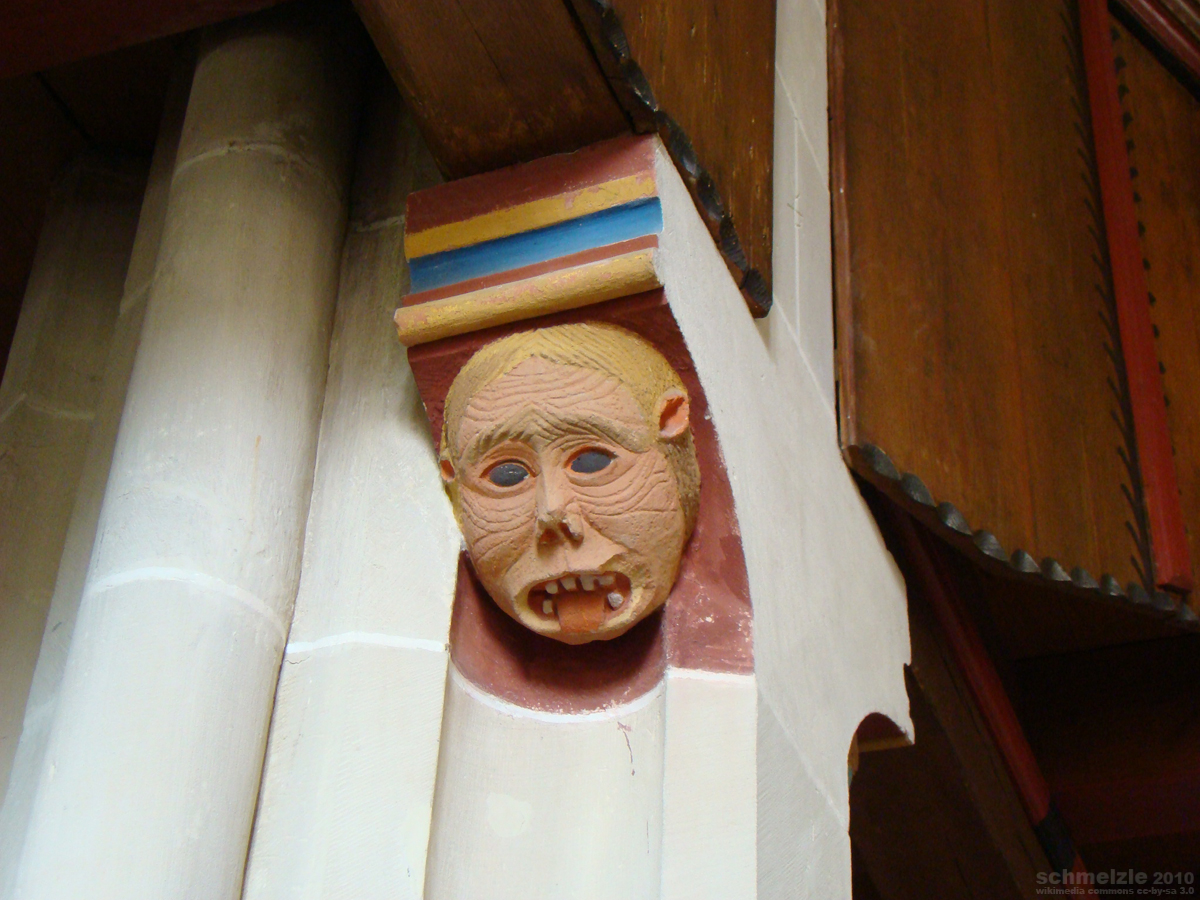
Fratzenkopf an der Orgelempore
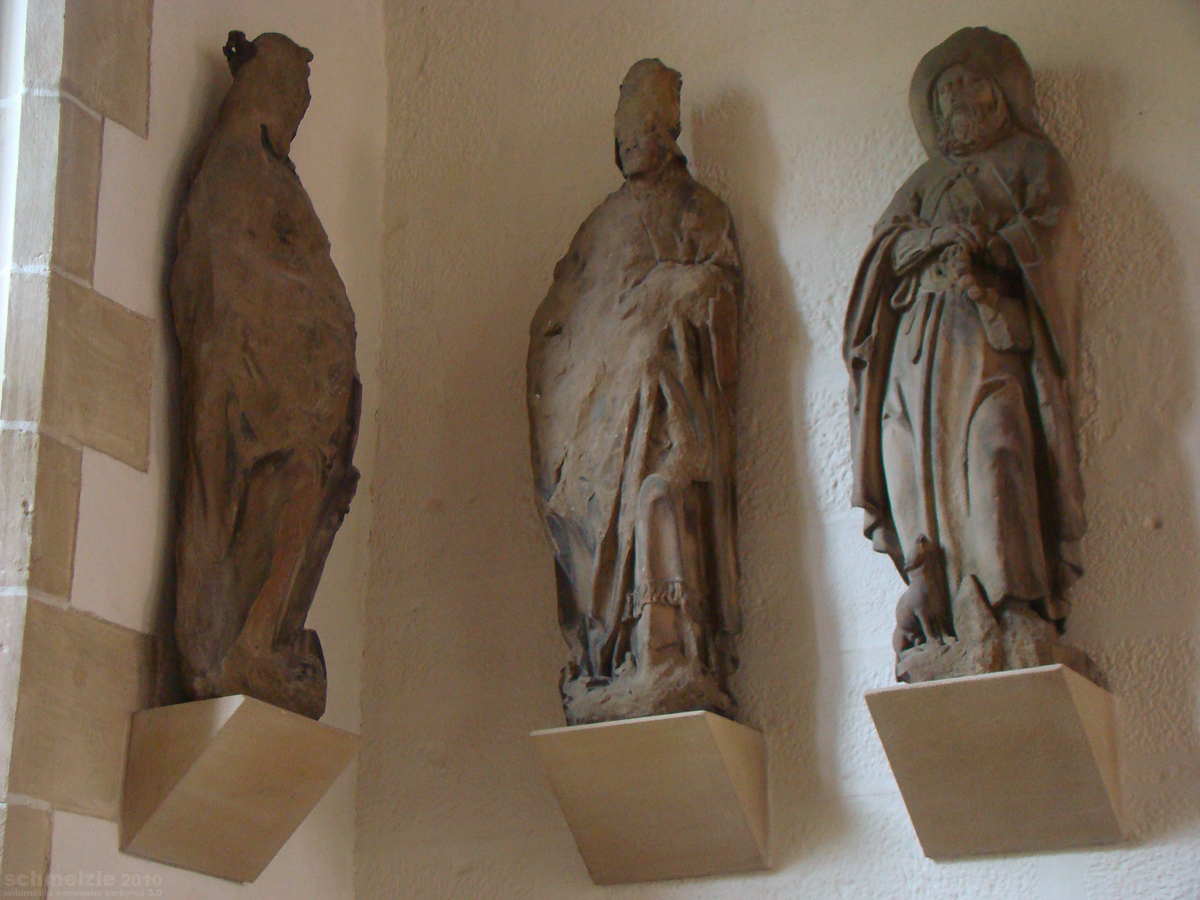
Historische Heiligenfiguren

### Kanzel

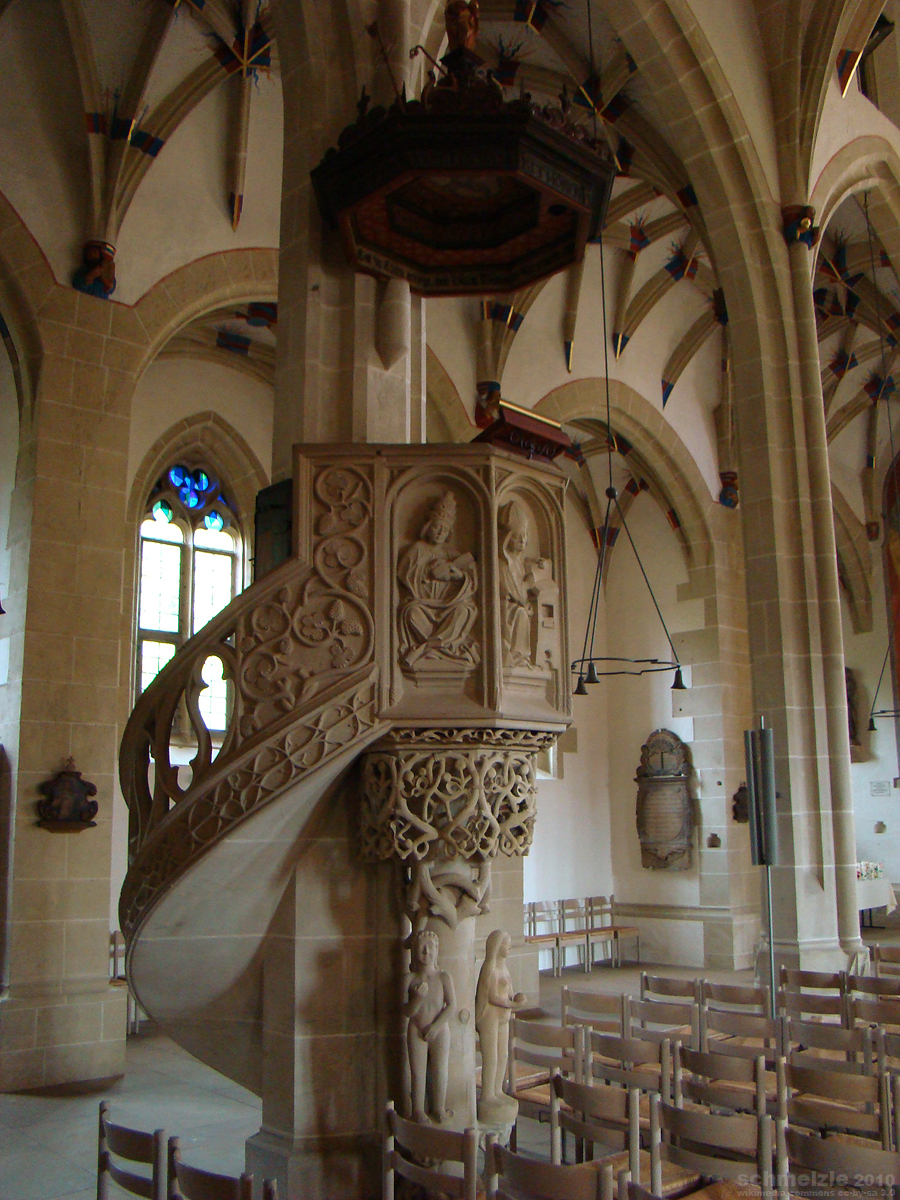
Die Kanzel der Alexanderkirche

Die Kanzel wurde zwischen 1480 und 1490 errichtet und ruht auf einem Fuß, der als Baum der Erkenntnis mit einer Baumkrone aus Astwerk sowie beigestellten Figuren von Adam und Eva ausgestaltet ist. Die Kanzelbrüstung weist fünf Reliefbilder auf, die den Kirchenpatron Alexander sowie die vier Kirchenväter Gregor, Augustin, Hieronymus und Ambrosius zeigen. Der Schalldeckel der Kanzel stammt von 1688 und wurde von der Bürgermeisterfamilie Wunderlich gestiftet.

### Turm
Das Untergeschoss des Turmes ist als eine nach drei Seiten offene Durchgangshalle ausgestaltet und bildet den Hauptzugang zur Kirche. Die Stockwerke des Turms sind durch Gesimse gegliedert. Der Turm weist mehrere schießschartenartige schmale Fensteröffnungen auf, lediglich im ersten Stock und als Schallläden auf Höhe des Glockenstuhls besitzt er ebenfalls Maßwerkfenster.

### Glocken
Im Glockenturm befindet sich eine 1859 von deutschen Schillerverehrern in Moskau gestiftete Schillerglocke, die an den in Marbach geborenen Friedrich Schiller erinnert und zu dessen Geburts- und Todestag geläutet wird. Zwei weitere historische Glocken wurden 1917 im Ersten Weltkrieg abgeliefert. 1997 wurde ein neues fünfstimmiges Geläut im Turm installiert.

### Orgel
Die Orgel der Alexanderkirche wurde 1868 von Louis Voit & Söhne erbaut.
Siehe Hauptartikel: Orgel der Alexanderkirche (Marbach am Neckar).